# مایکل کینسلی
مایکل کینسلی (انگلیسی: Michael Kinsley؛ زادهٔ ۹ مارس ۱۹۵۱) روزنامه‌نگار، و نویسنده اهل ایالات متحده آمریکا است.
وی همچنین برندهٔ جوایزی همچون بورسیه رودز شده‌است.